# Skogstömygga
Skogstömygga, Aedes communis är en tvåvingeart som först beskrevs av De Geer 1776.  Aedes communis ingår i släktet Aedes och familjen stickmyggor. Arten är reproducerande i Sverige. Inga underarter finns listade i Catalogue of Life.